# Smithtown (Nueva York)
Smithtown es un pueblo ubicado en el condado de Suffolk en el estado estadounidense de Nueva York, en la costa norte de Long Island. En el año 2000 tenía una población de 115,715 habitantes y una densidad poblacional de 833.9 personas por km².

## Geografía
Según la Oficina del Censo, la ciudad tiene un área total de 288,5 km² (111,4 mi²), de la cual 138,8 km² (53,6 mi²) es tierra y 149,7 km² (57,8 mi²) (51.89%) es agua.

## Demografía
Según la Oficina del Censo en 2007 los ingresos medios por hogar en la localidad eran de $100,165, y los ingresos medios por familia eran $110,776. Los hombres tenían unos ingresos medios de $61,348 frente a los $38,208 para las mujeres. La renta per cápita para la localidad era de $31,401. Alrededor del 3.0% de la población estaban por debajo del umbral de pobreza.